# Сенів (Львівський район)
Се́нів — село в Україні, у Львівському районі Львівської області. Населення становить 65 осіб. Орган місцевого самоврядування - Бібрська міська рада.

## Походження назви села
Найбільші власники галицьких земель Сенявські були відомі як польська магнатська родина східного польського пограниччя з села Сенява, що біля Ярослава. В честь родинного села, чи прізвища, такою ж назвою — «Сенява», було названо і одно з сіл Бібреччини — сьогоднішнє село Соколівка. Але назва не прижилася, хоч присілок Соколівки дотепер називається Сенів.

## Соціальна сфера
У селищі школи та садка немає.

## Політика

### Парламентські вибори, 2019
На позачергових парламентських виборах 2019 року у селі функціонувала окрема виборча дільниця № 460307, розташована у житловому будинку.
Результати
- зареєстровано 38 виборців, явка 92,11%, найбільше голосів віддано за «Слугу народу» — 60,00%, за Всеукраїнське об'єднання «Батьківщина» — 17,14%, за «Європейську Солідарність» та Радикальну партію Олега Ляшка —  по 5,71 %.[2] В одномандатному окрузі найбільше голосів отримав Андрій Кіт (самовисування) — 75,76%, за Андрія Гергерта (Всеукраїнське об'єднання «Свобода») — 15,15%, за Ірину Карпінську (Українська партія) — 6,06%[3].